# 彭钢
彭钢（1938年11月—2014年6月24日），湖南湘潭人，女，汉族，中华人民共和国政治人物。1959年入伍，1979年8月加入中国共产党。中华人民共和国革命烈士彭荣华之女，开国元帅彭德怀的侄女。中国人民解放军少将军衔，曾任中国人民解放军总政治部纪律检查部部长。

## 生平
1950年入北京华北小学，1953年入北京师大附中，1959年8月考取中国人民解放军军事电信工程学院电子计算机专业。1965年大学毕业后，先后任北京汽车修理公司职员、技工学校教员、北京汽车制造厂技术员。
1978年12月，彭德怀被平反昭雪后，彭钢回到部队，到中国人民解放军总参谋部气象研究所工作。1980年调任中国人民解放军总后勤部指挥管理自动化研究室工作，先后任工程师、室主任。1983年借调到中国人民解放军总后勤部整党办公室工作，1985年任中国人民解放军总后勤部政治部干部部副部长，后任部长。1988年任中国人民解放军总后勤部纪律检查委员会副书记。1990年起，任中国人民解放军总政治部纪律检查部副部长、部长。1991年6月被授予中国人民解放军少将军衔。
第十三届中共中央纪律检查委员会委员，第十四届、第十五届中共中央纪律检查委员会常务委员。兼任全国妇联副主席。2008年，当选第十一届全国政协委员，代表中华全国妇女联合会，分入第十九组。
2014年6月24日去世。